# Punto y raya
Punto y raya é um filme de drama venezuelano de 2004 dirigido e escrito por Elia Schneider. Foi selecionado como representante da Venezuela à edição do Oscar 2005, organizada pela Academia de Artes e Ciências Cinematográficas.

## Elenco
- Roque Valero - Cheito